# Kommutatorgruppe
In der Mathematik bezeichnet die Kommutatorgruppe (oder Kommutator-Untergruppe) zu einer Gruppe {\displaystyle G} diejenige Untergruppe, die von den Kommutatoren {\displaystyle [a,b]:=aba^{-1}b^{-1}} in der Gruppe {\displaystyle G} erzeugt wird:
{\displaystyle K(G):=\left\langle \,\left\{[a,b]\mid \ a,b\in G\right\}\,\right\rangle .}
Die Kommutatorgruppe wird auch mit {\displaystyle [G,G]} und mit {\displaystyle G'} (oder  {\displaystyle G^{(1)}}) bezeichnet und abgeleitete Gruppe (von {\displaystyle G}) genannt.
Im Allgemeinen ist die Menge aller Kommutatoren {\displaystyle \left\{[a,b]\mid \ a,b\in G\right\}} keine Gruppe, die Phrase „erzeugt von“ in der Definition (gleichbedeutend mit den spitzen Klammern {\displaystyle \left\langle \,\right\rangle } in der Formel) kann also nicht weggelassen werden.
Die Ordnung der Kommutatorgruppe ist ein Maß, wie weit eine Gruppe von der Kommutativität entfernt ist. Eine Gruppe ist genau dann kommutativ (abelsch), wenn ihre Kommutatorgruppe nur aus dem neutralen Element, genannt {\displaystyle e}, besteht. In diesem Falle gilt nämlich {\displaystyle [a,b]=e} für alle {\displaystyle a,b\in G}. Im Gegensatz dazu heißen Gruppen, bei denen die Kommutatorgruppe die ganze Gruppe umfasst, perfekte Gruppen.

## Eigenschaften
Es gelten die Gleichungen
- {\displaystyle ab=[a,b]ba} .
- {\displaystyle [a,b]^{-1}=[b,a]} .
- {\displaystyle [a,b]^{s}=[a^{s},b^{s}]} mit {\displaystyle a^{s}:=s^{-1}as} als der Konjugierten von {\displaystyle a} unter {\displaystyle s}.

Für jeden Homomorphismus {\displaystyle f\colon G\to H} ist {\displaystyle f([a,b])=[f(a),f(b)]}.
Da die Menge der Kommutatoren unter jedem Automorphismus von {\displaystyle G} auf sich abgebildet wird, ist die Kommutatorgruppe eine charakteristische Untergruppe von {\displaystyle G} und damit auch ein Normalteiler der Gruppe.
Die Faktorgruppe {\displaystyle G/K(G)} ist stets abelsch, sie wird als Abelisierung der Gruppe bezeichnet. Für jeden Normalteiler {\displaystyle N} gilt:
{\displaystyle G/N} ist genau dann abelsch, wenn {\displaystyle K(G)\subseteq N.}
Das heißt, die Kommutatorgruppe ist der kleinste Normalteiler, für den die Faktorgruppe abelsch ist.

## Beispiele
Es sei {\displaystyle S_{n}} die symmetrische Gruppe und {\displaystyle A_{n}} die alternierende Gruppe. Dann gilt:
- {\displaystyle K(S_{n})=A_{n}} für {\displaystyle n\geq 2.}
- {\displaystyle K(A_{n})=A_{n}} für {\displaystyle n\geq 5.}
- {\displaystyle K(A_{4})=V}, wobei {\displaystyle V} die Kleinsche Vierergruppe bezeichnet.
- {\displaystyle K(A_{3})=K(A_{2})=\{e\}.}

## Höhere Kommutatorgruppen
Das Bilden der Kommutatorgruppe lässt sich iterieren, man bezeichnet die {\displaystyle n}-te Kommutatorgruppe (oder auch die {\displaystyle n}-te abgeleitete Gruppe) mit {\displaystyle G^{(n)}=K_{n}(G)}. Die rekursive Definition lautet:
1. {\displaystyle G^{(0)}:=K_{0}(G):=G.}
2. {\displaystyle G^{(n+1)}:=(G^{(n)})'=K_{n+1}(G):=K\left(K_{n}(G)\right).}

Eine Gruppe {\displaystyle G} heißt auflösbar genau dann, wenn eine absteigende Kette von Subnormalteilern
{\displaystyle G=G_{0}\triangleright G_{1}\triangleright \ldots \triangleright G_{n}=\{e\}} (Subnormalreihe)
existiert, so dass die Faktorgruppen {\displaystyle G_{k}/G_{k+1}} abelsch sind. Die Konstruktion der iterierten Kommutatorgruppe liefert ein Kriterium für die Auflösbarkeit von {\displaystyle G}:
{\displaystyle G} ist genau dann auflösbar, wenn es ein {\displaystyle n\in \mathbb {N} } gibt mit {\displaystyle G^{(n)}=\{e\}.}
Entweder ist die bei fortgesetzter Kommutatorbildung entstehende absteigende Reihe von Untergruppen oder eine Verfeinerung dieser Reihe äquivalent zu jeder solchen Subnormalreihe oder einer Verfeinerung derselben.
Der Zusammenhang zwischen den beiden äquivalenten Definitionen der Auflösbarkeit, über fortgesetzte Kommutatorenbildung einerseits und über eine Subnormalreihe andererseits, sowie der Begriff der Subnormalreihe selbst werden ausführlicher im Artikel „Reihe (Gruppentheorie)“ erläutert.

### Beispiel
Die symmetrische Gruppe {\displaystyle S_{n}} bzw. die alternierende Gruppe {\displaystyle A_{n}} ist genau dann auflösbar, wenn {\displaystyle n<5}. Für {\displaystyle n\in \{2,3\}} sieht man das sofort mit obigem Beispiel ein.
Für {\displaystyle n=4} gilt:
{\displaystyle K(S_{4})=A_{4}}, {\displaystyle K(A_{4})=V}, {\displaystyle K(V)=\{e\}}, da {\displaystyle V} abelsch ist.
Für {\displaystyle n\geq 5} wird die Kette der iterierten Kommutatorgruppen stationär bei {\displaystyle A_{n}\neq \{e\}}, also ist dann weder {\displaystyle S_{n}} noch {\displaystyle A_{n}} auflösbar.